# جام باشگاه‌های تهران ۱۳۶۶
جام باشگاه‌های تهران ۱۳۶۶ دوره‌ای از مسابقات جام باشگاه‌های تهران بود که در سال ۱۳۶۶ برگزار شد این دوره از مسابقات با شرکت ۱۸ تیم در یک گروه انجام شد و با قهرمانی پرسپولیس به پایان رسید. تیم دارایی دوم شد و تیم استقلال در مکان سوم جدول ایستاد.
این دوره از بازیها از اواسط اسفند سال ۱۳۶۵ شروع شد و در اواخر شهریور ۱۳۶۶ به پایان رسید.

## جدول رده‌بندی
منبع
| رتبه | باشگاه      | بازی | برد | مساوی | باخت | گل‌زده | گل‌خورده | امتیاز |
| ---- | ----------- | ---- | --- | ----- | ---- | ----- | ------- | ------ |
| ۱    | پرسپولیس    | ۱۷   | ۱۳  | ۲     | ۲    | ۳۱    | ۸       | ۲۸     |
| ۲    | دارایی      | ۱۷   | ۱۰  | ۵     | ۲    | ۲۰    | ۱۲      | ۲۵     |
| ۳    | استقلال     | ۱۷   | ۹   | ۵     | ۳    | ۱۹    | ۷       | ۲۳     |
| ۴    | گسترش       | ۱۷   | ۷   | ۷     | ۳    | ۱۸    | ۱۲      | ۲۱     |
| ۵    | هما         | ۱۷   | ۷   | ۷     | ۳    | ۱۳    | ۱۲      | ۲۱     |
| ۶    | نیروی زمینی | ۱۷   | ۶   | ۸     | ۳    | ۱۰    | ۷       | ۲۰     |
| ۷    | شاهین       | ۱۷   | ۵   | ۷     | ۵    | ۱۱    | ۱۱      | ۱۷     |
| ۸    | بانک ملی    | ۱۷   | ۵   | ۷     | ۵    | ۱۴    | ۱۶      | ۱۷     |
| ۹    | وحدت        | ۱۷   | ۵   | ۶     | ۶    | ۱۲    | ۱۲      | ۱۶     |
| ۱۰   | اکباتان     | ۱۷   | ۳   | ۱۰    | ۴    | ۱۵    | ۱۶      | ۱۶     |
| ۱۱   | بوتان       | ۱۷   | ۴   | ۸     | ۵    | ۱۵    | ۱۸      | ۱۶     |
| ۱۲   | راه‌آهن      | ۱۷   | ۳   | ۹     | ۵    | ۱۱    | ۱۱      | ۱۵     |
| ۱۳   | مهر شمیران  | ۱۷   | ۴   | ۷     | ۶    | ۸     | ۹       | ۱۵     |
| ۱۴   | پاس         | ۱۷   | ۳   | ۸     | ۶    | ۱۱    | ۱۳      | ۱۴     |
| ۱۵   | پتروشیمی    | ۱۷   | ۵   | ۴     | ۸    | ۹     | ۱۴      | ۱۴     |
| ۱۶   | ستاد مشترک  | ۱۷   | ۴   | ۳     | ۱۰   | ۱۵    | ۲۸      | ۱۱     |
| ۱۷   | صنعت نفت    | ۱۷   | ۱   | ۸     | ۸    | ۵     | ۱۷      | ۱۰     |
| ۱۸   | عقاب        | ۱۷   | ۲   | ۳     | ۱۲   | ۷     | ۲۱      | ۷      |

## گلزنان برتر
| # |              | تعداد گل | تیم      |
| - | ------------ | -------- | -------- |
| ۱ | فرشاد پیوس   | ۱۳       | پرسپولیس |
| ۲ | پرویز مظلومی | ۹        | استقلال  |
| ۳ | صمد مرفاوی   | ۷        | دارایی   |

منبع